# Kwamera
Le kwamera est une langue océanienne parlée par environ 3 500 locuteurs au Vanuatu, dans le sud-est de l’île Tanna. Le nom Kwamera provient du nom d’un village où s’étaient implantés des missionnaires, mais les locuteurs appellent leur langue Nafe.
Il existe des variations dialectales, mais elles concernent plus le vocabulaire que la grammaire et la prononciation.
La plupart des locuteurs du kwamera parlent aussi l’une des quatre autres langues de Tanna ainsi que le bichelamar, la langue véhiculaire du Vanuatu.

## Prononciation et écriture
Comme le kwamera n’a pas d’écriture propre, les linguistes emploient l’alphabet latin. Les lettres utilisées sont identiques aux symboles de l’alphabet phonétique international, sauf :
- /fʷ/, /kʷ/, /mʷ/ et /pʷ/ sont écrits ‹ fw ›, ‹ kw ›, ‹ mw › et ‹ pw › ;
- /ə/, /ŋ/, /ɾ/ et /ɰ/ sont représentés par ‹ ɨ ›, ‹ g ›, ‹ r › et ‹ v ›[2].

| Majuscules | A | E | F | Fw | G | H | I | Ɨ | K | Kw | M | Mw | N | O | P | Pw | R | S | T | U | V |
| Minuscules | a | e | f | fw | g | h | i | ɨ | k | kw | m | mw | n | o | p | pw | r | s | t | u | v |

### Consonnes
Le kwamera a quinze phonèmes consonantiques.
|            | Bilabiales | Bilabiales | Alvéolaires | Vélaires | Vélaires | Glottale |
| ---------- | ---------- | ---------- | ----------- | -------- | -------- | -------- |
| Occlusives | pʷ         | p          | t           | k        | kʷ       |          |
| Fricatives | fʷ         | f          | s           |          |          |          |
| Nasales    | mʷ         | m          | n           | ŋ        |          |          |
| Battue     |            |            | ɾ           |          |          |          |
| Spirantes  |            |            | ɰ           |          |          | h        |

Les occlusives sont voisées entre deux voyelles et, facultativement, en début de mot. Elles peuvent être aspirées en fin de mot. /t/ est palatalisé avant /i/. /ɾ/ est roulé ([r]) en fin de mot. Les consonnes nasales, /ɾ/ et /ɰ/ sont dévoisées quand elles sont suivies par /h/.

### Voyelles
Le kwamera a six voyelles.
|          | Antérieures | Centrales | Postérieures |
| -------- | ----------- | --------- | ------------ |
| Fermées  | i           |           | u            |
| Moyennes | e           | ə         | o            |
| Ouverte  |             | a         |              |

Les voyelles /i/ et /u/ sont relâchées dans les syllabes fermées. Elles deviennent respectivement [j] et [w] au contact d’une autre voyelle (et peuvent, dans ce cas, être dévoisées lorsqu’elles sont suivies par /h/). /a/ se prononce [o] quand elle est à côté d’une consonne vélarisée ou labialisée ou de /ɰ/.

### Syllabes
Les syllabes peuvent être terminées par une consonne ou non. Deux consonnes peuvent se suivre sauf en fin de mot.
L’accent tonique tombe généralement sur l’avant-dernière syllabe des mots, bien qu’il y ait des exceptions.

## Grammaire

### Pronoms personnels
Les pronoms personnels en kwamera distinguent quatre nombres (singulier, duel, triel et pluriel) ; ils font également la distinction entre le « nous » exclusif et inclusif, mais ne différencient pas les genres (in peut signifier aussi bien « elle » que « il »).
| Personne | Personne  | Singulier | Duel    | Triel     | Pluriel |
| -------- | --------- | --------- | ------- | --------- | ------- |
| 1re      | exclusive | iou       | kɨmrau  | kɨmrahar  | kɨmaha  |
| 1re      | inclusive | —         | krau    | kɨtahar   | kɨtaha  |
| 2e       | 2e        | ik        | kɨmirau | kɨmirahar | kɨmiaha |
| 3e       | 3e        | in        | irau    | irahar    | iraha   |